# Firnskuppe

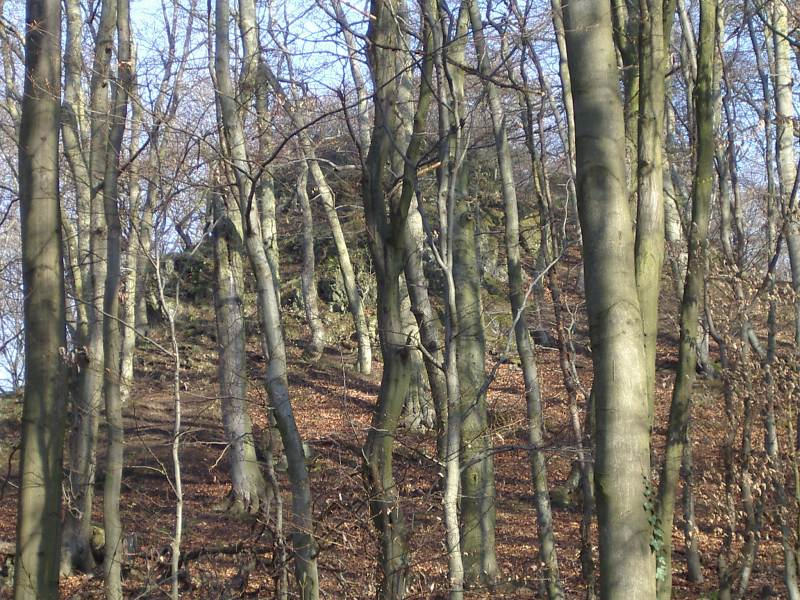
Firnskuppe von Südosten (2004)

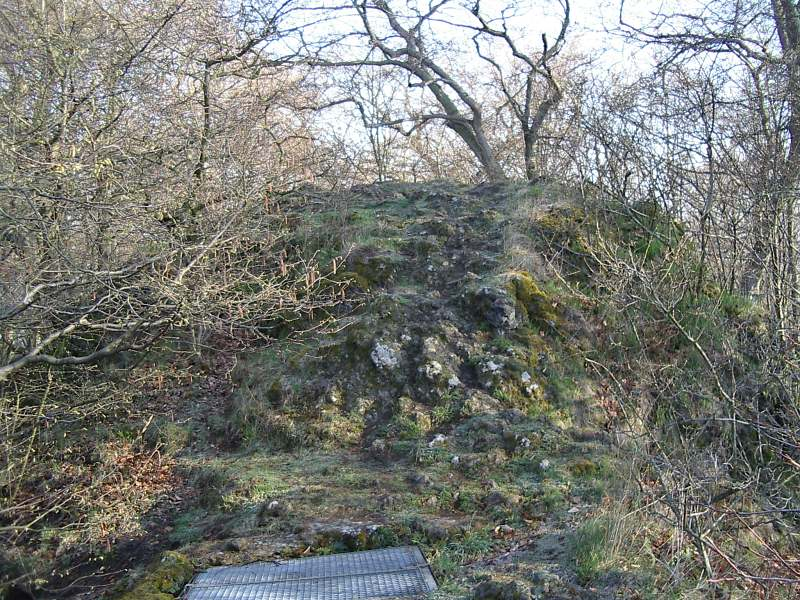
Felsen am Gipfel der Firnskuppe mit Bodengitter über ehemaligem Bergbau-Schacht (Sagenschacht)

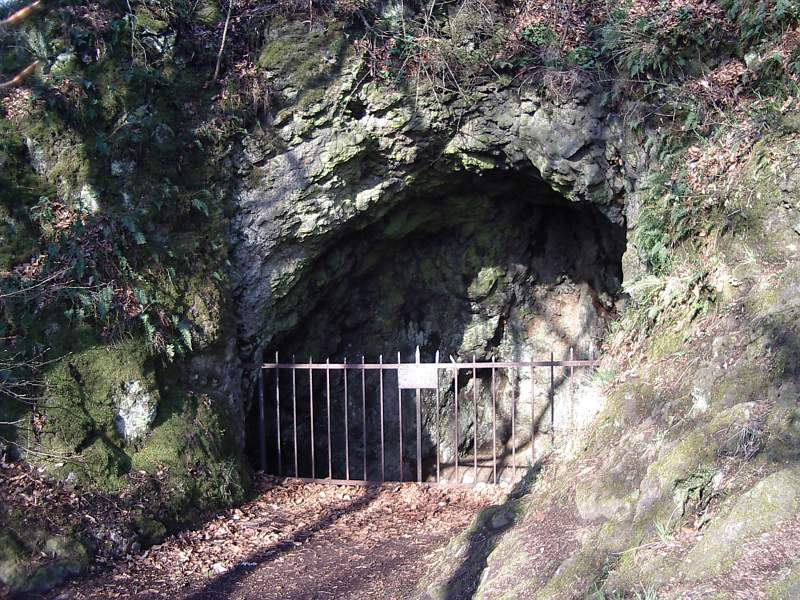
Bergbau-Schacht der Firnskuppe: Altes Eisentor am Zugangsbereich

Die Firnskuppe bei Harleshausen, einem Stadtteil der nordhessischen Großstadt Kassel, ist eine 313,9 m ü. NHN hohe felsige Kuppe aus Habichtswalder Basalttuff im zum Westhessischen Bergland (Westhessischen Berg- und Senkenland) gehörenden Kasseler Becken. Sie stellt geomorphologisch einen Ausläufer des Hohen Habichtswaldes dar und war ein vor 10 Millionen Jahren im Miozän des Neogen aktiver Vulkan.

## Geographische Lage
Die Firnskuppe erhebt sich als Nordostausläufer des Hohen Habichtswaldes im Nordwesten des Kasseler Beckens. Im östlichsten Ausläufer des Naturpark Habichtswald liegt sie 1,9 km (Luftlinie) nordwestlich vom Ortskern des Kasseler Stadtteils Harleshausen. Sie ragt – recht gut versteckt zwischen den Bäumen des Forst Harleshausen – bis zu 55 m über den ihr etwas nördlich vorgelagerten Waldrand empor.
In Richtung Norden fällt die Landschaft der mit Buchen bewaldeten Firnskuppe über die dem Wald vorgelagerten Äcker und Wiesen zur Ahne hin ab, nach Osten setzen sich die Nordostausläufer des Hohen Habichtswaldes über den Lambert (ca. 292 m) noch etwas fort, nach Süden fällt das in höheren Lagen noch bewaldete Gelände über Äcker und Wiesen entlang dem Herdgraben zum Geilebach (Geile) hin ab. Die Gipfelregion, auf der sich Felsen aus Habichtswalder Basalttuff befinden, fällt zu allen Seiten recht steil ab, an der Nordseite des nördlichen Gipfels, der ein paar Meter niedriger ist, sogar senkrecht.
Auf der bewaldeten Hochfläche, die der Firnskuppe südlich vorgelagert ist, entspringt der kleine Firnsbach, der die Kuppe westlich passiert, um danach in Richtung Nordosten zu fließen. In seinem Unterlauf Rainbach genannt, mündet der Bachlauf in Obervellmar in die bereits obig genannte Ahne.

## Naturräumliche Zuordnung und Schutzgebiet
Die Firnskuppe gehört in der naturräumlichen Haupteinheitengruppe Westhessisches Bergland (Nr. 34) und in der Haupteinheit Westhessische Senke (343) zur Untereinheit Kasseler Becken (343.3). In Richtung Südwesten leitet die Landschaft in der Haupteinheit Habichtswälder Bergland (342) und in der Untereinheit Habichtswald (mit Langenberg) (342.0) zum Naturraum Hoher Habichtswald (342.00) über.
Auf der Erhebung liegen Teile des 29,19 km² großen Fauna-Flora-Habitat-Gebiets Habichtswald und Seilerberg bei Ehlen (FFH-Nr. 4622-302).

## Geschichte
Bereits vor Christus wurde die Firnskuppe und ihre Umgebung von Menschen aufgesucht, was unter anderem an mehreren Resten von Hügelgräbern aus der La-Tène-Zeit ersichtlich ist, die sich südöstlich der Kuppe unweit vom Harleshäuser Schwimmbad am Heiden- und Fuchsküppel befinden. Im Mittelalter war die Erhebung Zufluchtsort von Räuber- und Diebesbanden.
Im Inneren der Firnskuppe wurde früher untertage nach Erz, Kohle oder Mineralien (Hornblende und Olivin) gesucht. Wenige Meter unterhalb des felsigen Gipfels der Firnskuppe befindet sich im Felsgestein nach wie vor ein senkrecht abfallender Bergbau-Schacht, auch Sagenschacht genannt, von dem in der Kuppe noch ein Seitengewölbe bzw. -stollen abzweigt. Über dem Schacht auf dem Gipfel soll das Datum 18. Januar 1643 lesbar gewesen sein. Sein Zugangsbereich am oberen Ende ist durch ein altes Eisentor gesichert. Im August 1821 stürzte der Heckershauser Schäfer Bernhard Krebs in den Schacht und starb nach seiner Rettung. In das felsige Bodengefüge des Kuppengipfels, in dem sich ein Loch direkt über dem Schacht befindet, wurde aus Sicherheitsgründen ein Gitter eingelassen, damit man nicht versehentlich senkrecht in die Tiefe stürzt.

## Mythologie
Der in der Firnskuppe befindliche Bergbau-Schacht (Sagenschacht) wird in der nordhessischen Mythologie als stets zu meidender „Weg in die Unterwelt“ bezeichnet. Einer Sage zufolge soll dort ein Hirte mit seiner gesamten Schafherde hineingestürzt und auf immer und ewig darin verschwunden sein. Einer anderen Erzählung zufolge hat ein eifersüchtiger Stallbursche einen Grenadier der hiesigen Garnison im Streit erschlagen und in den Schacht geworfen.

## Aussichtsmöglichkeit
Vom Gipfel der Firnskuppe kann in der kalten Jahreszeit zwischen unbelaubten Bäumen hindurch teils gute Aussicht genossen werden. So fällt der Blick hinüber zur 4,5 km (Luftlinie) südsüdwestlich befindlichen Statue des Herkules im Bergpark Wilhelmshöhe, der über den Baumkronen zu erkennen ist.

## Verkehr und Wandern
Etwa 630 m (Luftlinie) westsüdwestlich vom Gipfel der Firnskuppe liegt die Kreuzung von Bundesstraße 251 (Harleshausen–Dörnberg) (Wolfhager Straße) und Landesstraße 3217 (Rasenallee) (Bad Wilhelmshöhe–Kirchditmold–Harleshausen-Ahnatal). Nahe der Kreuzung befindet sich in einer Alttrassenkurve der B 251 der Wandererparkplatz Firnskuppe. Von dort ist die Kuppe während eines kurzen Spaziergangs auf Waldwegen und -pfaden zu erreichen.